# Йозгат (провінція)
Йозга́т (тур. Yozgat) — провінція в Туреччині, розташована в регіоні Центральна Анатолія. Столиця — Йозгат.